# Complexe Léo-Lagrange de Toulouse
Lae complexe Léo-Lagrange de Toulouse est un équipement omnisports  situé à Toulouse Haute-Garonne. 

## Caractéristiques
Elle est constituée principalement d'une piscine, la plus fréquentée de Toulouse après la piscine municipale Alfred-Nakache qui est plus fréquentée l'été, dont un grand bassin (50 m par 21 m) et un petit bassin (21 m par 10 m), ainsi que plusieurs espaces, salle omnisports, salle de gymnastique utilisé par le Roller derby de Toulouse, une salle accueillant les entraînements des équipes  de ligue 1 ou 2 (hand-ball et volley-ball), salle de boxe anglaise et salle boxe française, salle de danse, salle de lutte.

## Histoire
Le complexe Léo-Lagrange construit entre 1968 et 1969. Sa surface totale est de 4510 m².

## Accès
Le site est accessible par les transports en commun de l'agglomération toulousaine :